# Baldwin Lonsdale
Baldwin Jacobson Lonsdale là chính trị gia Vanuatu, giữ chức Tổng thống Vanuatu từ ngày 22 tháng 9 năm 2014. Trước khi trở thành Tổng thống, ông là tổng thư ký của tỉnh Torba trên đảo Mota Lava đến khi qua đời tháng 6 năm 2017

## Cuộc đời và sự nghiệp
Lonsdale sinh ra ở Mota Lava, tại Banks Islands, vào năm 1950. Trước khi trở thành tổng thống, Lonsdale là một công chức làm tổng thư ký của tỉnh Torba trên đảo Motalava. Sau này ông trở thành một linh mục Anh giáo.
Lonsdale đôi khi được gọi là linh mục Womtelo Reverend Baldwin Lonsdale. Danh xưng Womtelo (nghĩa đen là "Mặt Trời Mọc") là thứ hạng cao nhất trong hệ thống thường lệ của các lớp chính của đảo Motalava.

## Cuộc bầu cử năm 2014
Lonsdale được bầu làm tổng thống trong một cuộc bầu cử gián tiếp bởi một trường đại học cử tri bao gồm các thành viên quốc hội và các thống đốc tỉnh. Cuộc bỏ phiếu diễn ra tám vòng; Cuộc bỏ phiếu dài nhất trong lịch sử nước này. Trong cuộc bỏ phiếu cuối cùng, Lonsdale đã nhận được 46 phiếu của 58 có thể thỏa mãn yêu cầu đa số hai phần ba. Phát ngôn viên của quốc hội, ông Philip Boedoro, từng là tổng thống lâm thời của Vanuatu trong cuộc bầu cử.
Lonsdale là vị linh mục Anh thứ hai được bầu làm tổng thống.

## Tổng thống
Trong bài phát biểu đầu tiên của mình với tư cách là tổng thống, Lonsdale nhấn mạnh tầm quan trọng của việc bổ nhiệm cho tỉnh Torba, hứa sẽ duy trì hiến pháp, và yêu cầu người dân Vanuatu thống nhất.
Baldwin Lonsdale (thứ hai từ trái) tại Đại hội đồng năm 2015 của Nhà thờ Presbyterian Vanuatu tháng 3 năm 2015, Lonsdale, người tham dự Hội nghị Thế giới về Giảm nhẹ Rủi ro Thiên tai tại Sendai, Nhật Bản, đã kêu gọi quốc tế trợ giúp sau thảm hoạ Cyclone Pam.
Vào tháng 10 năm 2015, trong khi Lonsdale ở nước ngoài, Chủ tịch Quốc hội Marcellino Pipite đã sử dụng vị trí của ông làm Quyền Tổng thống để phát hành một 'ân xá tổng thống' cho chính ông và 13 nghị sĩ khác, những người vừa bị kết án hối lộ và đang chờ đợi bản án. Quay trở lại Vanuatu chỉ vài giờ sau khi đã tha thứ, Lonsdale đã bày tỏ nỗi buồn về những gì đã xảy ra và đưa ra một bài phát biểu hoan nghênh rộng rãi tuyên bố rằng không ai ở trên luật pháp và rằng "Tôi sẽ làm sạch bụi bẩn từ sân sau của tôi". Sau khi trao đổi ý kiến với các chuyên gia pháp lý và các nhà lãnh đạo khác, Lonsdale đã rút lại lời xin lỗi, trích dẫn các bài báo trong bản hiến pháp Vanuatu bắt buộc các nhà lãnh đạo phải tránh xung đột lợi ích và tránh đưa vấn đề của họ vào câu hỏi. Quyết định của Lonsdale được Tòa án tối cao Vanuatu chấp thuận.

## Qua đời
Lonsdale qua đời vào ngày 17 tháng 6 năm 2017 tại Port Vila vì một cơn đau tim ở tuổi 67.